# Balduin al IV-lea de Hainaut
Balduin al IV-lea de Hainaut sau Balduin Constructorul (n. 1108 – d. 8 noiembrie 1171) a fost conte de Hainaut din 1120 până la moarte. 

## Familia
Balduin a fost fiul contelui Balduin al III-lea de Hainaut și al Yolandei de Wassenberg. Cunoscut și ca Balduin "Constructorul", el a cumpărat proprietatea Ath în 1158, unde a construit turnul Burbant. El a conferit localitatea Braine-la-Willotte (Braine-le-Comte) capitulului de Sainte-Waudru în 1158. În 1159, a încorporat senioria de Chimay, iar în 1160, castelele de Valenciennes și de Ostrevent.

## Căsătorie și urmași
Balduin s-a căsătorit cu Alice de Namur, moștenitoarea marchizatului de Namur, cu care a avut următorii copii:
- Yolanda (1131–1202), căsătorită cu Hugue al IV-lea, conte de Saint-Pol
- Baldwin (1134–1147)
- Agnes (1142–1168), căsătorită cu Raoul I de Coucy
- Geoffroi, (1147–1163) conte de Ostervant
- Guillaume (?–1230), căsătorit cu Mahaut de Lalaing
- Laurette (1150–1181), căsătorită cu Bouchard al IV-lea, conte de Montmorency
- Balduin (1150–1195), conte de Hainaut (1171-1195), conte de Flandra (1191-1195, în urma căsătoriei cu Margareta I de Flandra), marchiz de Namur (1189-1195)

1. ↑  The Peerage
2. ↑  Genealogics